# 莲江口站
莲江口站，位于黑龙江省佳木斯市郊区莲江口镇，是绥佳铁路和鹤岗铁路的沿线车站。建于1941年，为二等站。本站目前仅办理货运业务。车站于2020年7月进行站场改造，延长到发线和站台长度。